# Trinycteris nicefori
Trinycteris nicefori é uma espécie de morcego da família Phyllostomidae. É a única espécie descrita para o gênero Trinycteris. Pode ser encontrada na América Central e na América do Sul.
Seu habitat é a floresta primária e a secundária em altitudes desde o nível do mar até 1000 m. É crepuscular, sendo mais ativo após o pôr do sol e antes do amanhecer.

## Descrição
Trata-se de espécie de porte pequeno, com orelhas triangulares. Pesa entre 7−11 g (246,53 oz), tendo comprimentos de antebraço de 35−40 mm (1 376,38 pol). Seu pelo é marrom-acinzentado. A maioria dos morcegos desta espécie tem uma faixa tênue e de cor clara que desce pelas costas ao longo da coluna. Ademais, possui 34 dentes.. O nome da espécie é uma homenagem à Nicéforo Maria, um padre católico francês que se radicou na Colômbia.

## Dieta
É um morcego insetívoro, comendo presas empoleiradas diretamente na superfície da vegetação ou no solo.

## Distribuição e habitat
Pode ser encontrada em vários países da América Central e América do Sul, incluindo: México, Guatemala, Belize, El Salvador, Honduras, Nicarágua, Costa Rica, Panamá, Colômbia, Venezuela, Guiana, Suriname, Guiana Francesa, Brasil, Peru e Bolívia.
Em 2018, constatou-se a existência da espécie no Rio de Janeiro, indicando uma expansão de sua distribuição.
É encontrada em elevações de até 1 000 m (3 300 pé) acima do nível do mar. É noturno, acomodando-se em locais abrigados durante o dia, como troncos ocos e estruturas humanas.

## Conservação
Em 2015, foi classificada como uma espécie pouco preocupante pela União Internacional para a Conservação da Natureza (IUCN). Tal classificação foi resultado de sua ampla gama geográfica, pelo fato de ser improvável que esteja experimentando um rápido declínio populacional e por seu alcance incluir áreas protegidas.
A espécie pode ser infectada pelos nematóides Histiostrongylus sp. e Tricholeiperia sp.